# فیروزآباد (اسلام‌آباد غرب)
فیروزآباد (اسلام‌آبادغرب)، روستایی از توابع بخش مرکزی شهرستان اسلام‌آباد غرب در استان کرمانشاه ایران است.طبیعتی کم نظیر دارد و مردم آن دارای فرهنگی غنی و محیطی آرام و بدون تنش می‌باشد. تمام اهالی آن از یک قوم بوده و سکونت برای افراد غیره امکان پذیر نیست. تقریبأ تمام قشر جوان شاغل بوده و از سطح سواد بالایی برخوردارند. مسجد الغدیر و دبستان یاسر در آنجا واقع می‌باشد

## جمعیت
این روستا در دهستان حومه جنوبی قرار دارد .
براساس سرشماری مرکز آمار ایران در سال ۱۳۸۵، جمعیت آن ۱۶۸ نفر (۳۷خانوار) بوده‌است.
براساس سرشماری مرکز آمار ایران در سال ۱۳۹۵، جمعیت آن ۱۴۷ نفر (۴۳خانوار) بوده‌است

## تپه تاریخی فیروز آباد
این تپه که به نظر کارشناسان باستان‌شناس قلعه‌ای تاریخی مربوط به اواخر دوره ساسانیان می‌باشد در وسط روستا واقع شده و در مالکیت میراث فرهنگی می‌باشد به شماره ثبت ۲۶۴۹ در تاریخ ۲۵ اسفند ماه ۱۳۷۸ در فهرست آثار ملی ثبت گردید.